# Дроздов, Александр Михайлович
Алекса́ндр Миха́йлович Дроздо́в (5 ноября (24 октября) 1895, Рязань — 6 ноября 1963, Москва) — русский прозаик, эмигрант, позднее «сменовеховец» и возвращенец, редактор эмигрантских и советских журналов.

## Биография

### В России
Родился в Рязани в семье преподавателя педагогики (словесности) Рязанского Епархиального женского училища Михаила Алексеевича Дроздова, сына настоятеля Казанской церкви в селе Алпатьево Зарайского уезда Алексея Тарасьевича Дроздова. После 1905 отец Дроздова стал директором Новоторжской учительской семинарии Тверской губернии. А с осени 1908 года семья переехала в Ярославль, где 1 ноября 1908 года Михаил Алексеевич получил место директора Ярославского учительского института. В Ярославле А. М. Дроздов начал печататься ещё гимназистом в 1912 году. Первое стихотворение «Я боролся давно…» было опубликовано в «Ярославских новостях» 26 января 1912, а 19 февраля того же года и той же газете опубликовано первое прозаическое произведение — зарисовка с натуры «В вагоне». Окончил Ярославскую гимназию.
В 1914 году семья переехала в Петербург в связи назначением Михаила Алексеевича директором народных училищ Санкт-Петербургской губернии. Начиная с 1914 года, Александр два года учился на историко-филологическом и юридическом факультетах Петроградского университета. В 1915 году начал активно публиковать стихи и рассказы в журналах «Вестник Европы», «Лукоморье», «Современный мир», «Нива», был секретарём редакции «Нового журнала для всех». После призыва в армию оказался в артиллерийском училище, но вскоре по болезни от службы освобождён.
В 1917 уехал в Киев, а оттуда в Одессу. Там выпустил свою первую книгу из пяти рассказов «Пощёчина». Затем перебрался в Крым, Ростов, где служил в ОСВАГе (Отделе пропаганды при Особом Совещании Главнокомандующего Добровольческой Армии). Затем переехал в Новороссийск, откуда эмигрировал в Константинополь, затем в Париж и в 1921 году прибыл в Берлин.

### За границей
В Берлине опубликовал памфлет «Писатели за рубежом», в котором говорилось: «Война и революция застали писателей врасплох, разметали и раскидали по далёким границам. Нужно вызвать к жизни литературный комитет в одном из центров Европы, наладить выход периодических или непериодических изданий, открыть кооперативное издательство, кассу взаимопомощи». Стал инициатором литературного альманаха «Огни», организовал и возглавил редакцию журнала «Сполохи». Привлёк к участию в журнале многих писателей эмиграции, в том числе В. Сирина (Набокова). Сотрудничество Дроздова и Набокова не ограничивалось литературой, они играли в одной берлинской футбольной команде под названием Unitas. Набоков вспоминал, что Дроздов был первоклассным футболистом, напоминающим Билла Бакли.
Дроздов был одним из организаторов и редакторов журнала «Русская книга», в 1921 году опубликовал там большое число рецензий на вышедшие книги. Это продолжалось до тех пор, пока в Берлине не появился Илья Эренбург, занявший в журнале место основного рецензента книг. С 1922 года журнал стал называться «Новая русская книга», основное внимание в нём уделялось пропаганде новых явлений в художественной жизни в Советской России.
В апреле 1922 года организовал содружество писателей и художников «Веретено». Программа содружества была довольно противоречива, в ней было заявлено одновременно об аполитичности, антибольшевистской направленности и стремлении сотрудничать с родственными творческими силами в Советской России. После первого же творческого вечера содружества 22 октября 1922 года произошёл раскол. Владимир Набоков, Иван Лукаш, Глеб Струве, Владимир Амфитеатров-Кадашев, Сергей Горный, Владимир Татаринов и Леонид Чацкий (Страховский) покинули «Веретено» в знак протеста против участия в вечере сотрудника «сменовеховской» газеты «Накануне» Василевского.
Сближение Дроздова со сменовеховцами развивалось стремительно и неожиданно для окружающих. На следующем вечере «Веретена» выступил Алексей Толстой, который был заметной фигурой этого движения. 16 декабря 1922 года Дроздов опубликовал в газете «Накануне» фельетон «Дар слёз», полный резких выпадов в адрес эмиграции. Вскоре Александр Михайлович объявил о своём желании вернуться на родину.
После этого Дроздов прожил в Берлине ещё целый год. Один из последних «залпов» Дроздова был направлен в Набокова. В «Накануне» он опубликовал статью, где был дан портрет Сирина, возникающий из его стихов, при этом автор делал вид, что с самим Сириным он не знаком. Набоков счёл статью «подлой», и был настолько обижен, что вызвал Дроздова на дуэль. Неизвестно, достиг ли вызов обидчика. Через неделю газета сообщила, что Дроздов уехал в СССР. В декабре 1923 года Дроздов прибыл в Москву. По мнению биографа Набокова Брайана Бойда эпизод с несостоявшейся дуэлью лёг в основу сюжета ранней пьесы Сирина-Набокова «Трагедия господина Морна».

### В СССР
В декабре 1923 года Дроздов прибыл в Москву. Его судьба в СССР сложилась благополучней, чем у большинства «возвращенцев».
Вначале его книги были посвящены революционному движению в странах Запада и Востока. В 1928 году Дроздов опубликовал роман о русских эмигрантах во Франции и Германии с красноречивым названием «Лохмотья». Написанный в том же году роман о проститутках времён нэпа «Маруся золотые очи» был почти одновременно издан в Москве и за границей. Дроздов осваивал все новые советские темы — писал о коллективизации («Кохейла IV») и рабочих («Зима на Тихоне»). Но постепенно читательское внимание к его прозе стало ослабевать. Его последняя оригинальная повесть была опубликована в 1944 году. После этого выходили только переиздания.
Основной деятельностью Дроздова стала редакторская работа. Он заведовал отделами художественной прозы в журнале «Молодая гвардия», «Новый мир», с конца 1950-х перешёл в редакцию журнала «Октябрь». После Второй мировой войны Дроздов много переводил с языков народов СССР (грузинского, киргизского и других).

### Помощь молодым писателям
Известно несколько случаев, когда Дроздов оказывал существенную поддержку молодым писателям, оказавшим впоследствии существенное влияние на развитие советской литературы.
Первая повесть фронтовика Владимира Тендрякова «Экзамен на зрелость» была принята к публикации издательством «Молодая гвардия». Сотрудницей, которой было поручено работать над повестью, оказалась жена А. М. Дроздова. Дроздов передал один экземпляр повести ректору Литинститута Фёдору Гладкову. К осени 1946 года Тендряков был принят в Литинститут без экзаменов.
В 1960 году сотрудница журнала «Октябрь» Ольга Михайловна Румянцева передала члену редколлегии Дроздову рассказы никому не известного Василия Шукшина. Дроздов рассказы одобрил: «Рассказы привлекательны как явно наметившимися литературными достоинствами, так и редкой способностью автора видеть в людях хорошее. Я стою за то, чтобы напечатать весь цикл, за исключением рассказа „Стенька Разин“». Редактор рекомендовал «ещё поработать <над этим героем>, ещё поискать, авось, найдётся истинное». По совпадению именно эту тему Шукшин разрабатывал годами. Рукописи Шукшина попали в «Октябрь» в редакционное «междуцарствие». В сентябре 1960 года умер главный редактор Ф. И. Панфёров. Первый номер, подписанный новым главным редактором В. А. Кочетовым, вышел в феврале 1961-го. Рассказы Шукшина опубликованы в марте, хотя формально они вышли в журнале, возглавляемом Кочетовым, принял их к публикации А. М. Дроздов.

## Произведения
- «Пощёчина». Одесса, 1918. (Сборник рассказов)
- «Счастье в заплатах». Берлин: Ольга Дьякова и Ко, 1921. (Сборник рассказов, написанных как в России, так и в эмиграции)
- «Интеллигенция на Дону» // Архив русской революции (Берлин). 1921. Т. 2. С. 45-58. (Мемуарно-публицистический очерк)
- «Подарок Богу». Берлин, 1921.
- «Чертополох». Берлин, 1921. (Повесть) (Переиздание: Рига, 1927 — повесть «Чертополох» и 9 рассказов)
- «Распятие». Берлин, 1921. (Повесть, написана в 1919 году в Крыму при большевиках, в ней Дроздов описывает жизнь и гибель одного из временных большевистских правительств)
- «Девственница». Берлин, 1922. (Роман)
- «Езуитушка». Берлин, 1922. (Сборник рассказов)
- «Человек с чемоданом». Берлин, 1922.
- «Мой дед». Берлин, 1922. (Книга рассказов для детей)
- «Антонов огонь». Берлин, 1923. (Роман)
- «На второй день». Берлин, 1924. (Роман, вышел уже после переезда А. Дроздова в СССР)
- «Внук коммунара». 1926.
- «Сын палача». 1927.
- «Неуловимый». 1927.
- «Лохмотья». 1928. (Роман)
- «Маруся золотые очи». Москва, 1928. (Роман) (Переиздание — Рига, 1928)
- Укравший могилу. (Рассказы) М. Московское тов-во писателей. 1929 г.
- «Конец Петра Великого». М.: Федерация, 1930. (Сборник повестей и рассказов)
- «Анджиевский». 1935. (Повесть из эпохи Гражданской войны в России)
- «Кохейла IV». 1931. (Повесть о коллективизации на Северном Кавказе)
- «Зима на Тихоне». (Повесть о советских рабочих)
- «Пять повестей». М.: Советский писатель, 1936. (Сборник из пяти повестей)
- «Предрассветный час». (Роман о предвестии революции 1905)
- «Зелёный сад». 1944. (Повесть)
- «Ночь позади». М.: Советский писатель, 1961. (Сборник ранее выходивших сочинений)
- «Таврические дни». М.: Воениздат, 1962. (Сборник ранее выходивших сочинений)

## Отзывы
До ухода Дроздова в «сменовеховство» А. С. Ященко, основатель и редактор журнала «Русская книга», о нём писал: 

Жизнь, нашедшая изображение в рассказах Дроздова, не та, что любят изображать «старики», уходящие мечтой от наших проклятых дней в недавнее прошлое, когда они были — сравнительно — так счастливы… Как чутко чувствует он вечную, нестареющую красоту природы, идиллию деревни и сладость тихого счастья вдвоем, какая глубокая жажда нежности, любви, чистой ласки таятся в его мягком сердце. А вместо этого судьба бросила его среди чудовищ и зверей.
Через год тот же А. Ященко уже иначе оценивал прозу Дроздова:

А. Дроздов — писатель «эмиграции», возненавидевший её, выпустил в Берлине ряд книг — «Подарок Богу», «Девственница» и др., с художественным дарованием, но, вследствие своей чрезмерной склонности к патетичности и риторике, — линия Леонида Андреева, — часто неприятных, очень неточен в художественных деталях, торопливый и сплошь и рядом однообразный.
Критиковали Дроздова и в Советской России, вот как оценивал его прозу ещё не высланный из страны В. Ирецкий. 

Как бесцветна и посредственна должна быть литература, если приходится на первое место выдвигать автора, подобно Дроздову, ни выдумкой, ни стилем, ни наблюдательностью молодой автор не отличается. Бледный, штампованный и по-газетному стремительный язык не свидетельствует даже о намерении выразиться как-нибудь поострее, чтобы проводимый образ не забылся мгновенно. По-видимому, его главное достоинство для заграницы — это его темы. Они посвящены новой, революционной России, и в этой смелой роли «бытописателя революции» он и стяжает зарубежные лавры.
В 1928 году во вступительной статье к роману «Маруся — золотые очи» Ю. Айхенвальд писал: 

Вся книга — успех и удача. Живая написала её, уверенная рука; легко и приятно её читать, гибко движется её диалог, индивидуализированы, оттенками богаты реплики его участников, выпуклы её фигуры, и теплится в ней, в её неизбитом, словесном сосуде огонёк художественности и человечности.
Современная «Литературная энциклопедия» так характеризует творчество писателя: 

Несмотря на то, что произведения Дроздова, написанные за рубежом и в СССР, полярно противоположны по тематической и идеологической установке, их всё же роднит нечто общее — это стремление написать рыночно-рентабельную вещь. Эмигрантские писания Дроздова — посредственные вариации на темы о роковых женщинах, влюблённых гимназистках и студентах в косоворотках, рассчитанные на потребление мещанства. Поверхностный эстетизм Дроздова достаточно выражают слова одного из его героев: «искусство выше жизни — оно прекрасно. Вот почему, я ушел в него, в его прекрасные обманы» («Антонов огонь»).